# Norfund
Norfund — норвежский инвестиционный фонд, созданный в 1997 году норвежским парламентом для помощи развивающимся странам. Фонд финансируется из государственного бюджета Норвегии. Миссия Norfund — помогать развивающимся странам бороться с бедностью через поддержку экономического роста, трудоустройство и трансфер технологий.
Головной офис расположен в Осло, местные офисы присутствуют в Таиланде, Коста-Рике, Кении, Мозамбике и Гане. Инвестиции осуществляются на коммерческих условиях напрямую в компании или через местные инвестиционные фонды. Основные области инвестиций — чистая энергия, финансовые сервисы и сельское хозяйство. Деятельность фонда регулируется специальным законом.

Крупнейшая инвестиция фонда — компания SN Power, занимающаяся гидроэлектроэнергетикой в развивающихся странах.